# Солониця однотичинкова
Солониця однотичинкова (Ofaiston monandrum) — вид квіткових рослин родини щирицевих (Amaranthaceae).

## Біоморфологічна характеристика
Це однорічна рослина 30–50 см заввишки, сиза, укрита притиснутими, асиметрично-двокінцевими волосками. Листки чергові, лускоподібні. Квітки з парою кілуватих приквітків, обох статей, утворюють вузько-колосоподібне суцвіття. Оцвітина 3–5-часточкова; тичинок 1, рідше 2. Плід овальний, з м'ясистим жовто-оранжевим оплоднем.

## Поширення
Росте у Євразії від України до Казахстану, Узбекистану й Західного Сибіру.
В Україні вид росте на мокрих солончаках — на півдні Степу в р-ні Присивашшя (Херсонська обл., Чаплинський р-н, на островах Чурюк та Чурюк-Тюб), у Криму, зрідка. У ЧКУ має статус «вразливий»